# Deinanthe
Genre
Classification phylogénétique
Deinanthe est un genre de plantes herbacées vivaces de la famille des Hydrangeacées.

## Liste d'espèces
Selon NCBI (3 Sep 2010) :
- Deinanthe bifida
- Deinanthe caerulea, plante originaire de Chine